# Conus textile
Conus textile là một loài ốc biển trong họ Conidae. Đây là loài săn mồi và có nọc độc. Chúng có "chích" con người. Chất độc của nó cực kỳ nguy hiểm đối với con người.

## Phân bố
C. textile sinh sống ở các vùng biển Biển Đỏ, Ấn Độ-Thái Bình Dương, Úc, New Zealand, Ấn Độ Dương từ Đông Phi đến Hawaii, và Polynesia thuộc Pháp.
Các phân loài:
- Conus textile archiepiscopus Hwass in Bruguière, 1792 (đồng nghĩa: Conus archiepiscopus Hwass in Bruguière, 1792; Conus cholmondeleyi Melvill, 1900; Conus communis Swainson, 1840; Conus episcopus var. elongata Dautzenberg, 1937; Conus eumitus Tomlin, 1926; Conus pyramidalis Lamarck, 1822; Conus pyramidalis Lamarck, 1810; Conus sirventi Fenaux, 1943; Conus suzannae van Rossum, 1990; Conus textile dahlakensis da Motta, 1982; Conus textile var. euetrios G. B. Sowerby III; Conus textile var. loman Dautzenberg, 1937; Conus textilinus Kiener, 1845)
- Conus textile neovicarius da Motta, 1982

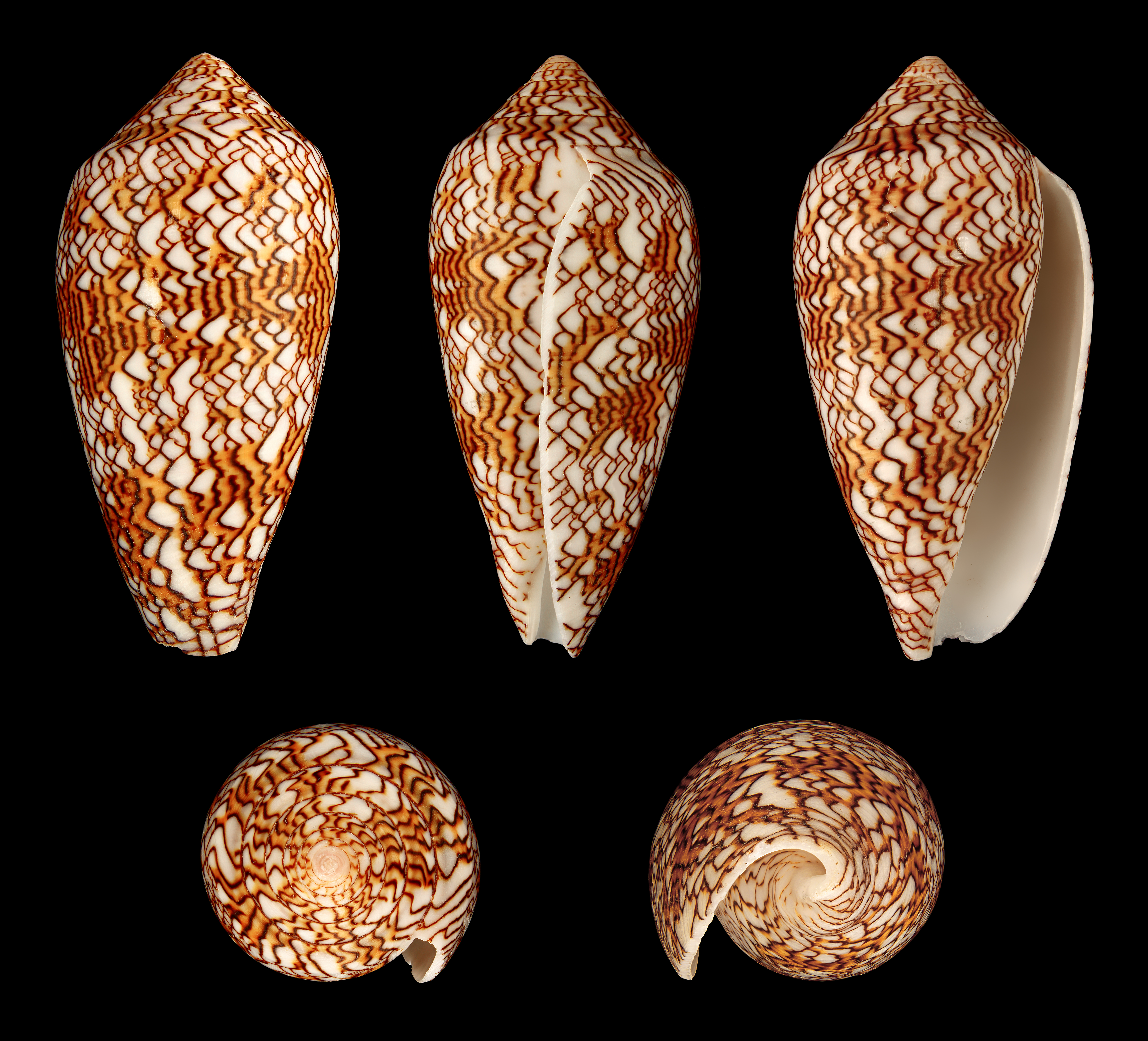
Conus textile textile

## Hình ảnh

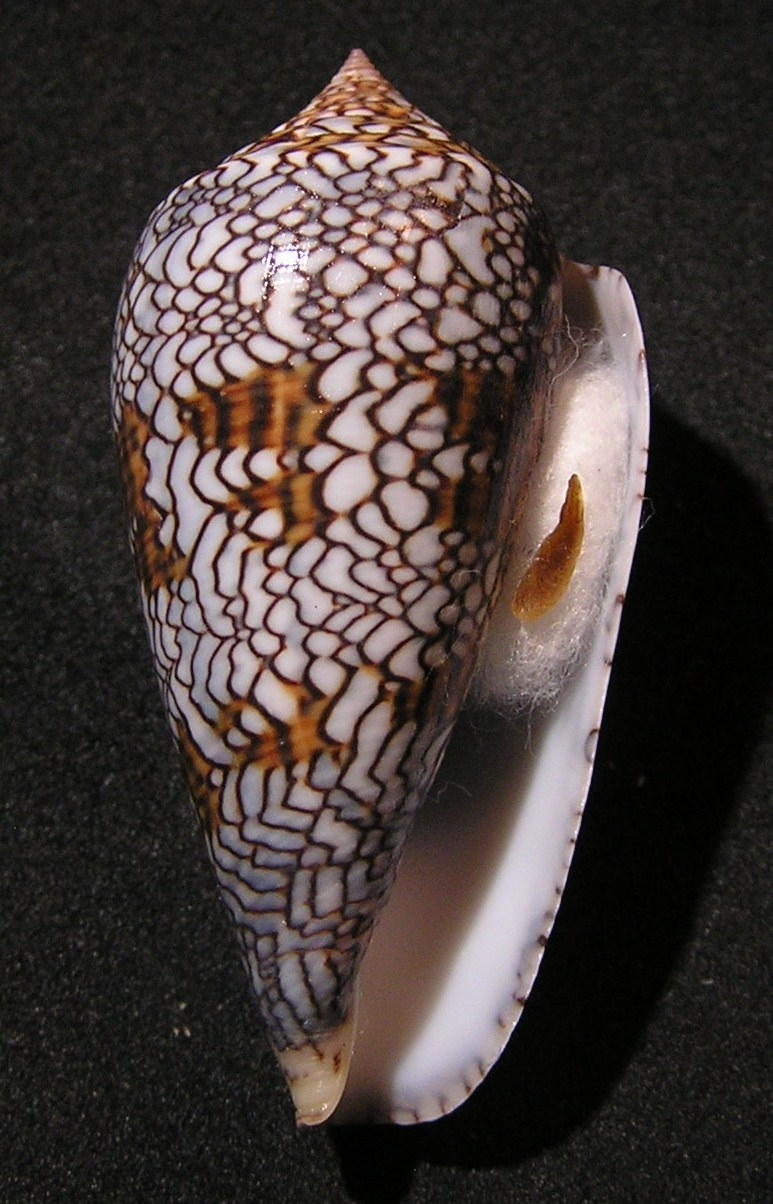
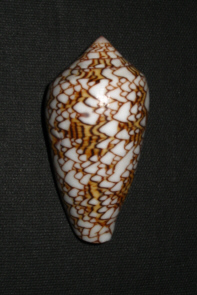
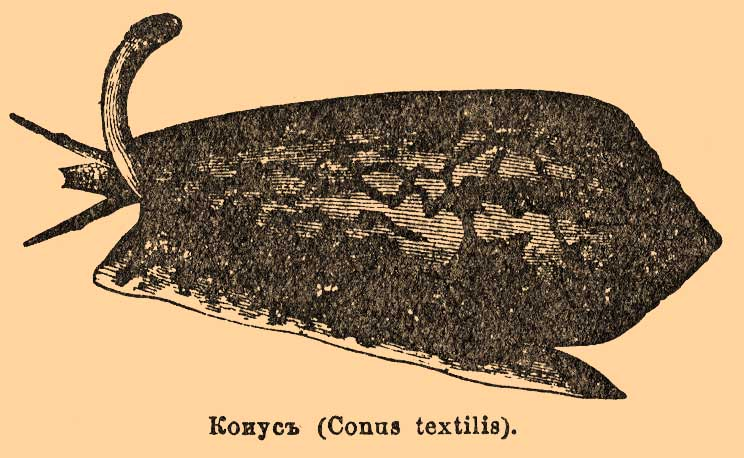
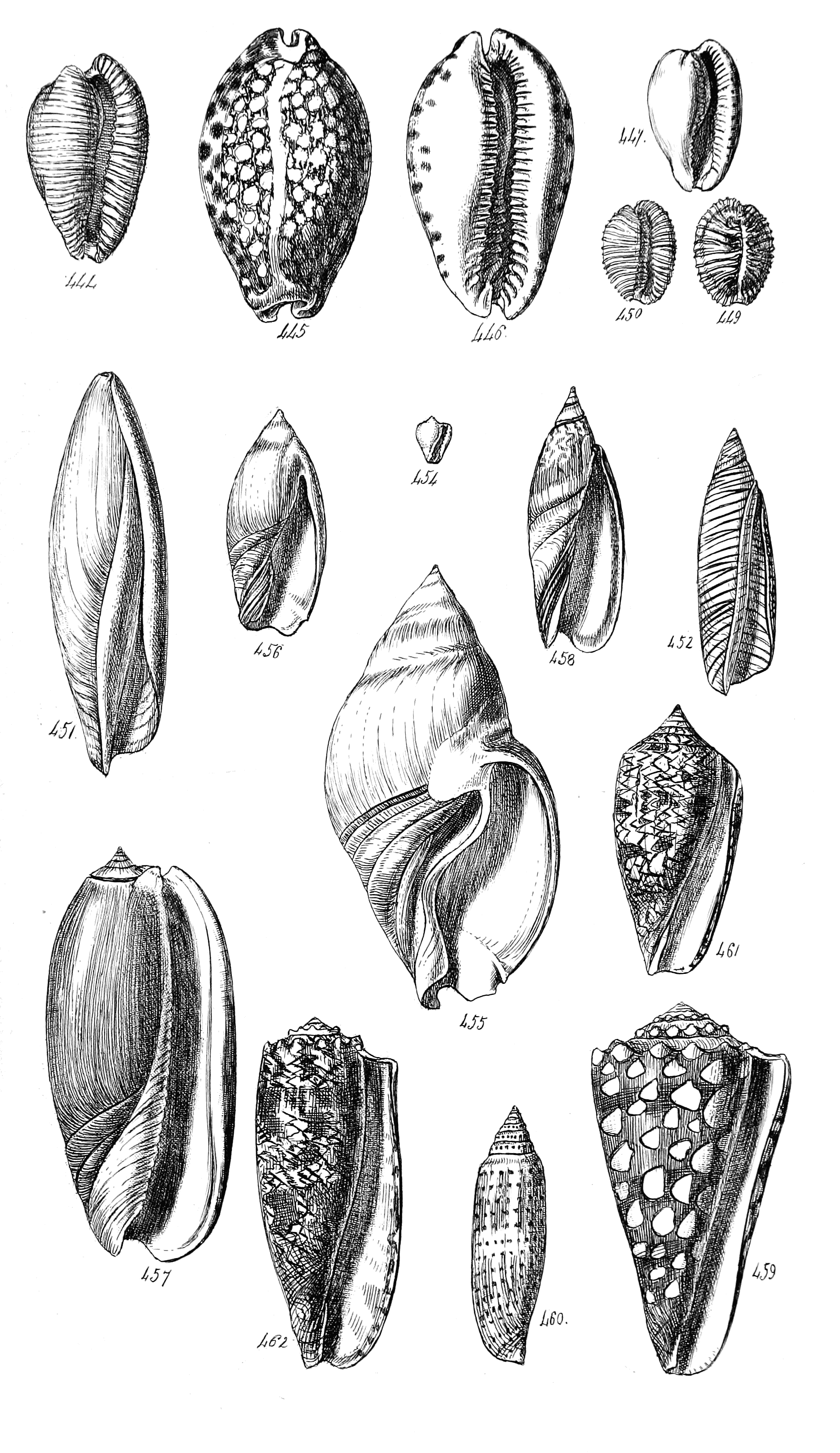